# Ryszard Przelaskowski

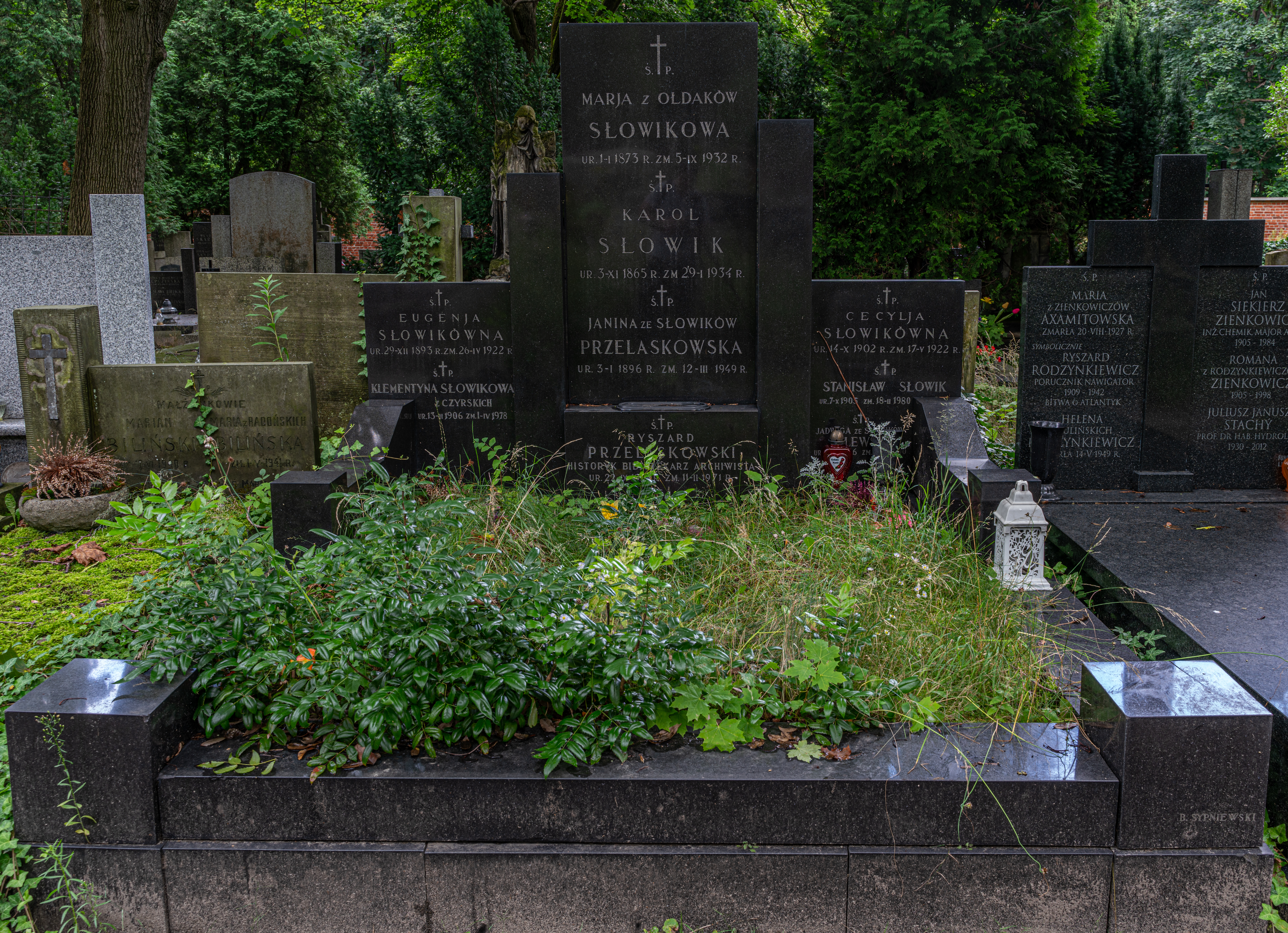
Grób Ryszarda Przelaskowskiego na cmentarzu Powązkowskim

Ryszard Przelaskowski (ur. 9 września 1903 w Wilnie, zm. 11 lutego 1971 w Warszawie) – polski historyk, archiwista, bibliotekarz. 

## Życiorys
Urodził się w inteligenckiej rodzinie Napoleona i Wiktorii ze Szpilewskich. Miał siostrę Benignę (ur. 1904). Od 1912 uczył się w gimnazjum w Mińsku. Był harcerzem (zastępowym drużyny harcerskiej, członkiem Mińskiego Plutonu Harcerskiego) oraz członkiem POW, a w czasie wojny polsko-bolszewickiej w 1920 – łącznikiem. Maturę zdał w 1921 w Gimnazjum Wojciecha Górskiego w Warszawie. W 1924 ukończył studia na wydziale filozoficznym Uniwersytetu Warszawskiego. Na podstawie pracy Sejm Warszawski roku 1825 uzyskał stopień doktora. 
W latach 1924–1935 pracował w Archiwum Akt Dawnych w Warszawie jako zastępca dyrektora Kazimierza Konarskiego, z którym podejmował liczne prace i inicjatywy archiwalne. Był autorem ważnej rozprawy Program prac wewnętrznych w archiwach nowożytnych (1935). Opracowywał też zespoły archiwalne, sporządzając do nich pomoce informacyjne. 
W 1929 otrzymał roczne stypendium rządu francuskiego, które zaowocowało kilkoma rozprawami historycznymi i archiwalnymi. 
W latach 1936–1939, pracując jako kustosz, był nieformalnym zastępcą Adama Englerta, dyrektora Archiwum Miejskiego m.st. Warszawy. 
W sierpniu 1939 objął stanowisko wicedyrektora Biblioteki Publicznej m.st. Warszawy. Z wielkim zaangażowaniem bronił zbiory i personel przed represjami okupanta w czasie II wojny światowej, co doprowadziło do usunięcia go ze stanowiska. W 1945 ponownie powołano go do pełnienia funkcji dyrektora Biblioteki. W 1949 odsunięto go od pracy w bibliotekarstwie. 
W latach 1950–1952 pracował w Naczelnej Dyrekcji Muzeów i Ochrony Zabytków, w latach 1952–1957 w Centralnym Instytucie Dokumentacji Naukowo-Technicznej, następnie związał się z Polską Akademią Nauk.
Ryszard Przelaskowski zajmował się dziejami bibliotek warszawskich (m.in.): Warszawska Biblioteka Publiczna w okresie okupacji (1961), opracował także dzieło (z Jadwigą Ćwekową): Polskie biblioteki naukowe. Zarys problematyki (1972). Działał w towarzystwach naukowych.  
Był dwukrotnie żonaty: z Janiną Słowikówną i Janiną z Adamowiczów Wisznicką.
Zmarł 11 lutego 1971 w Warszawie, pochowany został na cmentarzu Stare Powązki (kwatera 217-6-17,18).

## Ordery i odznaczenia
- Krzyż Oficerski Orderu Odrodzenia Polski
- Złoty Krzyż Zasługi (1958)[5]
- Medal 10-lecia Polski Ludowej (22 grudnia 1954)[6]